# Cendres (Ille-et-Vilaine)
Pour les articles homonymes, voir Cendres.
La paroisse de Cendres faisait partie du doyenné de Dol relevant de l'évêché de Dol et était sous le vocable de saint Étienne. En 1790, elle est érigée en commune dans le département d'Ille-et-Vilaine, avant d'être partagée entre les communes de Pleine-Fougères (Ille-et-Vilaine) et de Pontorson (Manche) le 14 frimaire an XII (6 décembre 1803).
La carte de Cassini situe la paroisse sur la rive gauche du Couesnon, face au bourg de Pontorson.

## Démographie
| 1793 | 1800 | 1804 |
| ---- | ---- | ---- |
| 99   | 102  | -    |